# Ischämie
Eine Ischämie [ɪsçɛˈmiː] (abgeleitet von altgriechisch ἴσχειν/ἔχειν is-chein/echein, deutsch ‚zurückhalten‘ sowie αἷμα haima, deutsch ‚Blut‘) ist eine oft mit Schmerzen verbundene Minderdurchblutung oder ein vollständiger Durchblutungsausfall eines Gewebes, eines Körperteils oder Organs, der zu einer Funktionsstörung führen kann.

## Ursachen
Die Ursache einer Ischämie ist meist eine Veränderung von Blutgefäßen in Form einer Verengung oder eines Verschlusses. Diese können beispielsweise bei Thrombose oder Embolie auftreten.
Die Verengung nennt man Stenose, beispielsweise bei Atherosklerose und Arterieller Verschlusskrankheit (AVK). Es kann auch zu funktionell bedingten Verengungen kommen, so beim Raynaud-Syndrom oder auch als physiologische Reaktion im Kreislaufschock.

## Auftreten und Folgen
Eine Ischämie kann vorübergehend („passager“, transient) auftreten und ohne Folgen für das minderversorgte Gewebe bleiben. Dauert die Ischämie länger als vom Gewebe toleriert oder ist die Minderversorgung so stark, dass eine dauerhafte Gewebeschädigung droht, nennt man den Zustand kritische Ischämie.
Durch eine Ischämie wird der zelluläre Stoffwechsel behindert oder unterbunden. Die durch Drosselung oder Unterbrechung des Blutstroms bewirkte Ischämie geht mit einem Sauerstoffmangel im betroffenen Gebiet einher. Bei länger andauernder Unterversorgung von Nervengewebe kommt es zu einer Kaskade, in der hohe intrazelluläre Kalziumkonzentrationen zur unkontrollierten Ausschüttung des Neurotransmitters Glutamat beitragen und damit letztlich auch excitotoxisch umliegende Zellen des Gewebes schädigen. Diese Prozesse können bis zum Absterben von Zellen (Nekrose) und damit zu einem Infarkt, z. B. bei einem ischämischen Herzleiden, bei dem ein Teil des Herzmuskels nicht ausreichend durchblutet wird, zum Herzinfarkt, führen. Eine druckbedingte Ischämie mit Gewebeschädigung führt zum Dekubitus (Druckgeschwür).
Die ohne dauerhaften Gewebeschaden tolerierte Zeitspanne (Ischämiezeit) ist von Organ zu Organ unterschiedlich. Sie beträgt für das Gehirn wenige Minuten, für viele transplantierbare Organe wie Herz oder Nieren je nach Kühlung und Nährlösung einige Stunden und für Extremitäten zum Teil über zwölf Stunden.